# Стивенс, Джордж Вашингтон
Джордж Вашингтон Стивенс (англ. George Washington Stephens Jr.; 3 августа 1866, Монреаль — 6 февраля 1942, Лос-Анджелес) — канадский и саарский политик. В 1926—1927 годах являлся председателем управляющей комиссии Территории Саарского бассейна.

## Биография
Джордж Вашингтон Стивенс-младший родился 3 августа 1866 года в городе Монреаль (Квебек) в семье Джорджа Вашингтона Стивенса и Элизабет Макинтош. Стивенс-младший получил образование в Высшей школе Монреаля (High School of Montreal), Университете Макгилла, Женевском университете, Марбургском университете и Ганноверском университете имени Готфрида Вильгельма Лейбница. В 1898 году он служил в третьей полевой батарее Монреаля; в 1902 году получил звание майора — вышел в отставку в звании подполковника.
Затем Стивенс работал в ряде коммерческих компаний, включая фирмы «Steidtman & Company», «J. and H. Taylor» и «Thomas Robertson & Company». С 1902 года он также был администратором в имении своего отца. Являлся президентом «Canadian Rubber Company», расположенной в Монреале, и вице-президентом «Canadian Consolidated Rubber Company». На дополнительных выборах 1905 года Стивенс был избран от Либеральной партии в Законодательное собрание Квебека; не участвовал в выборах 1908 года. В период с 1907 по 1912 год состоял президентом комиссии по гавани Монреаля (Montreal Harbor Commission).
В 1923 году Стивенс стал чиновником Лиги Наций: в том же году был назначен членом управляющей комиссии Саара. Стал начальником управления данной комиссии по финансам и лесному хозяйству, а также по вопросам снабжения. 18 марта 1926 года он был назначен председателем Саарской комиссии, сменив Виктора Ро — занимал данный пост до 8 июня 1927 года. Кроме того, Стивенс принял на себя управление внутренними и иностранными делами Саара. Скончался 6 февраля 1942 года в Лос-Анджелесе, штат Калифорния; был похоронен в Монреале.